# Svansteins distrikt
Svansteins distrikt är ett distrikt i Övertorneå kommun och Norrbottens län. Distriktet ligger omkring Juoksengi i östra Norrbotten och gränsar till Finland.

## Tidigare administrativ tillhörighet
Distriktet inrättades 2016 och utgörs av en del av Övertorneå socken i Övertorneå kommun.
Området motsvarar den omfattning Svansteins församling hade vid årsskiftet 1999/2000 och som den fick 1962 efter utbrytning ur Övertorneå församling.

## Tätorter och småorter
I Svansteins distrikt finns två tätorter och fyra småorter.

### Tätorter
- Juoksengi
- Svanstein

### Småorter
- Aapua
- Neistenkangas
- Pello
- Rantajärvi